# ۱٬۴-دی‌کلروبنزن
۱،۴-دی‌کلروبنزن (به انگلیسی: 1,4-Dichlorobenzene) یک ترکیب شیمیایی آلی با فرمول C6H4Cl2 است.این جامد بی رنگ دارای بوی قوی می باشد. از کاربرد های آن می توان در افت کش ها و  دئودورانت نام برد. همچنین این ماده در تولید پلی فنیلن سولفاید کاربرد دارد.

## تولید
تولید ۱،۴-دی‌کلروبنزن از طریق هالوژناسیون یک حلقه بنزن در حضور کاتالیست فریک کلرید است
C6H6 + 2 Cl2 → C6H4Cl2 + 2 HCl

## پیش ماده ای برای دیگر مواد شیمیایی
در واکنش با سدیم سولفات تولید منومر پلی فنلن سولفاید می کند.